# Teve
A teve (Camelus) az emlősök (Mammalia) osztályának párosujjú patások (Artiodactyla) rendjébe, ezen belül a tevefélék (Camelidae) családjába tartozó nem.
Ebből az állatnemből két fajt sikerült háziasítani: a dromedárt vagy egypúpú tevét (Camelus dromedarius) és a kétpúpú tevét vagy ázsiai tevét (Camelus bactrianus). Az előbbi Észak-Afrika, Délnyugat-Ázsia, India, és Ausztrália száraz és sivatagos területein él, az utóbbi pedig Közép-Ázsiában. A tevék a tevefélék családjába tartoznak, tehát ahová dél-amerikai rokonaik: a láma, az alpaka, a guanakó és a vikunya.
A latin Camelus név a görög kamelosz szóból származik, az pedig az arab dzsamal vagy a héber gahmal szavakból, melyek mindegyike „tevét” jelent.

## Történetük
A tevék a tevefélék (Camelidae) családjába tartoznak, amely először Észak-Amerikában jelent meg mintegy 40 millió évvel ezelőtt. A Camelus és a Lama nem 11 millió évvel ezelőtt vált el egymástól. 2 millió éve, a késői pliocénban, a Camelus nem képviselői megjelentek Ázsiában és Afrikában. A pleisztocénban (1,8 mya–12 000 évvel ezelőtt) elérték Dél-Amerikát. Az észak-amerikai fajok 10 000 éve kihaltak.

## Leírásuk
Mindkét nem hossza 3 méter körüli, 2 méter magas (a púppal együtt, mely önmagában 20 cm). A hímek tömege 400 és 650 kg közötti, a nőstények mintegy 10%-kal könnyebbek. Felső ajkuk két részre oszlik, melyek egymástól függetlenül mozgathatók.
Rövid ideig akár 65 km/h sebességre is képes, de inkább a lassabb haladás jellemző rá. A dromedár mellkasa és térde szarupárnával rendelkezik, mely megvédi a perzselő sivatagtól, amikor lefekszik. A kétpúpú tevének nincsenek ilyen bőrkeményedései. A teve általában szelíd, de rúgni és köpni szokott, ha felidegesítik.
A dromedár 200 kg terhet 50 km távolságra szállít egy nap alatt, a kétpúpú teve 100 kg-ot 60 km távolságra, ha főleg az éjszakai hűvösben halad.
Szárazság idején az állattartók elveszíthetik teljes szarvasmarha-, juh- és kecskeállományukat, ugyanakkor a tevék 80%-a életben marad. A teve hőség idején képes 4–7 napot kibírni ivás nélkül, sőt, akár 10 hónapot is, feltéve, hogy közben nem dolgozik, és a tápláléka elegendő nedvességet tartalmaz. A sós vizet is megissza. 5–10 percen belül képes 100 liter folyadékot magához venni. A szarvasmarha például képtelen ekkora mennyiségű folyadék felvételére, mert a vérben lévő vörösvértestek a hirtelen megnövekedett ozmózisnyomás miatt szétrobbannának. A teve vörösvértestjei kinyúlnak, megdagadnak. A szomjas teve vizelete csak 1/5 része a normálisnak, széklete pedig annyira száraz, hogy azt tűzrakásra használják fel. A teve az izzadását is szabályozza. A testét borító finom gyapjú hőszigetelést végez, ezért teste nem melegszik túl. Belső hőmérséklete akár 41 °C-ra is felmegy, mire egyáltalán izzadni kezd. Kiszáradása elérheti a testsúly 25–30%-át is, ami kb. kétszer akkora, mint amit a többi emlős kibír.
Ha elegendő tápláléka van, „túleszi” magát, a fölösleget zsír formájában tárolja a háta egy bizonyos részén és a púpjában.
Ha nincsenek karámban tartva, a tevék stabil csoportokba állnak össze, melyben főleg nőstények vannak, és egy kifejlett hím. A nőstények 3–4 éves korukban ellenek először. A hímeknek már 3 éves korukban termelődik spermája, de csak 6–8 éves korukban párosodnak a nőstényekkel.
A hímek úgy mérkőznek meg egymással a nőstények feletti uralomért, hogy miközben egymás körül lehajtott fejjel köröznek, megpróbálják megharapni a másik lábát vagy fejét, és próbálják a másikat feldönteni. Miután a vesztes teve visszavonul a küzdelemből, a győztes meghempergőzik a földön, ezzel a földhöz dörzsöli a feje hátulján található szagmirigyeket. A domináns hím az összes nősténnyel párosodik. 13–14 havi vemhesség után egy utód születik (többnyire az esős évszak alatt), melynek tömege 37 kg is lehet. A tejhozatal ekkor akár 35 kg is lehet naponta bizonyos fajtáknál (például „tejelő dromedár” Pakisztánban), de a szokásos érték 4 kg körüli. A tenyésztők a tej nagy részét saját céljaikra használják fel a szoptatás 9–11 hónapja alatt, majd a borjú elválasztása után a teljes mennyiséget. A borjú egyébként 12–18 hónapig szopik. Szaporodásra kb. 20 éves koráig képes, élettartama mintegy 40 év.

## Elterjedésük és számuk
Jóllehet majdnem 13 millió dromedár él jelenleg, a vadon élőek kihaltak: néhány kivételével háziasított állatok (főként Szudánban, Szomáliában, Indiában és a környező országokban), de Dél-Afrika, Namíbia és Botswana területén is. Nagyjából 700 ezerre tehető elvadult populáció található Ausztrália középső részén, ezek a 19. században fogságból megszökött tevék leszármazottjai. A populáció évente 11%-kal nő, és a Dél-Ausztráliai kormány nemrégiben elhatározta, hogy megritkítja az állományt, mivel túl sok korlátozott erőforrást használ, melyek a birkatartó farmereknek is szükségesek.
A kétpúpú teve valaha hihetetlen számban élt, de manapság 1,4 millióra csökkent a számuk, legtöbbjük háziasított. Mintegy 10 000 kétpúpú él vadon a Góbi-sivatagban és néhány Irán, Afganisztán, Kazahsztán, India, Tádzsikisztán, Kirgizisztán, Üzbegisztán, Türkmenisztán, Azerbajdzsán, Törökország és Oroszország területén.

## Rendszerezés
A nembe az alábbi 3 élő és 3 fosszilis faj tartozik:
- kétpúpú teve (Camelus bactrianus) Linnaeus, 1758
- egypúpú teve (Camelus dromedarius) Linnaeus, 1758
- Camelus ferus (Przewalski, 1878)
- †Camelus gigas
- †szíriai teve (Camelus moreli)
- †Camelus sivalensis

## Alkalmazkodásuk a sivataghoz
A tevék teljes mértékben alkalmazkodtak a sivatagi élethez. Lábuk kétujjú patában végződik, amelyhez hatalmas párnák csatlakoznak, hogy minél kevésbé süppedjenek bele a homokba. Orruk és fülük becsukható, a homokviharok elleni védekezésként. Hosszú ideig kibírják táplálék és víz nélkül. A hátukon található púpban a tévhittel ellentétben nem vizet, hanem tartalék tápanyagot raktároznak zsír formájában. Vizeletük kis mennyiségű és sűrű, székletük kimondottan száraz.

## Háziasítása és hasznosítása

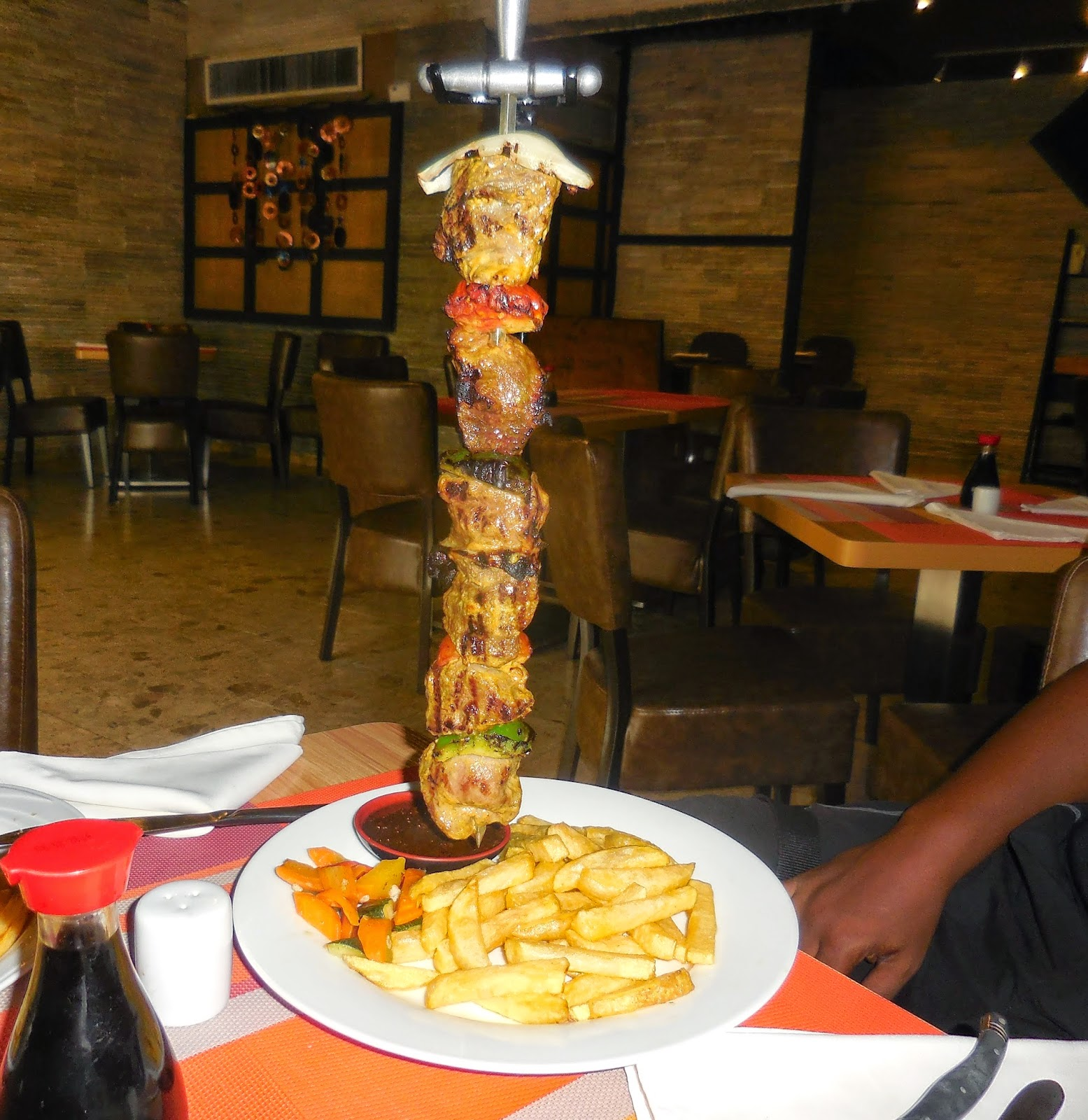
Dzsibuti ételkülönlegesség tevehúsból

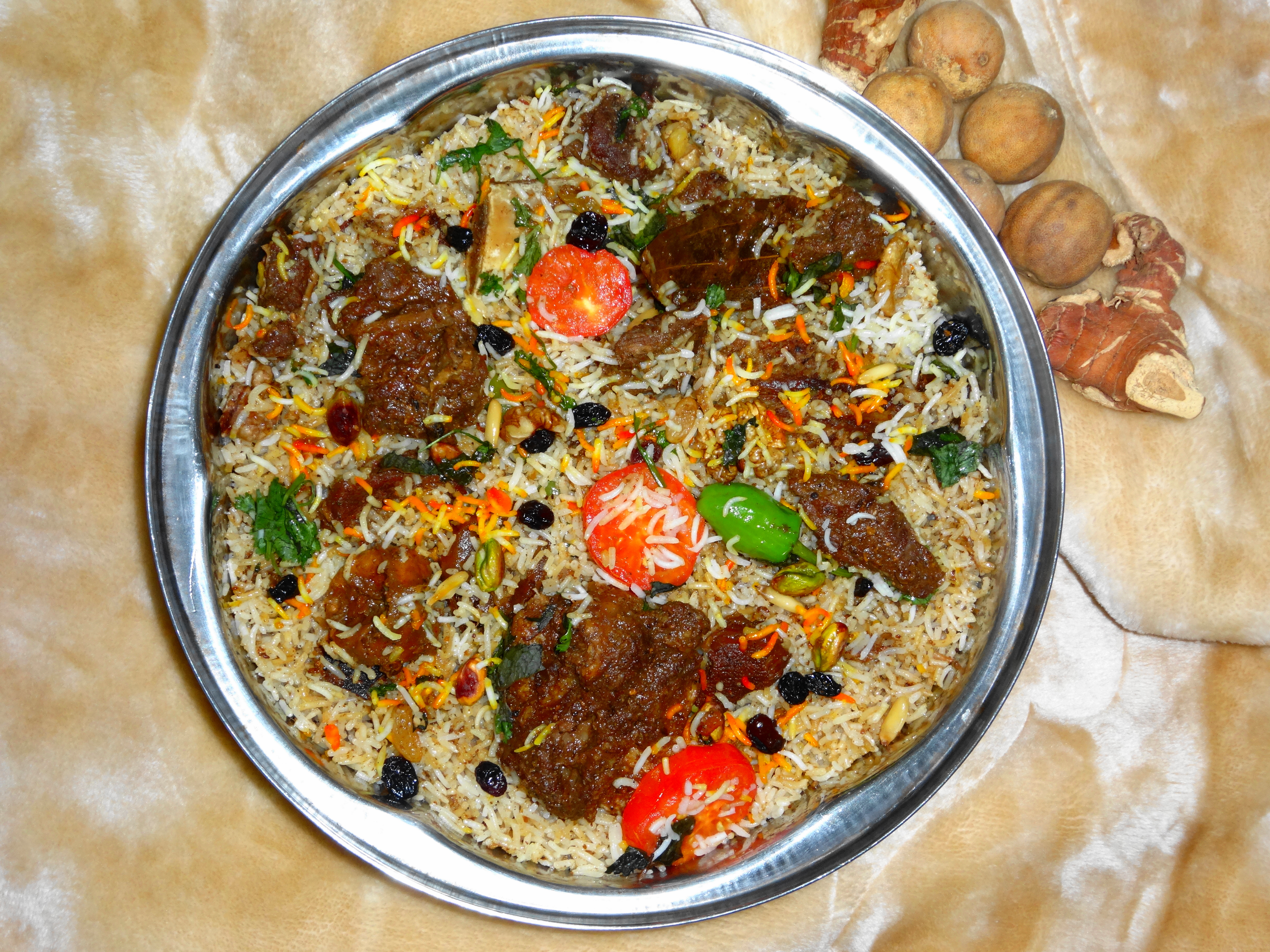
A birdzsáni, egy arab specialitás, amit tevehúsból készítenek

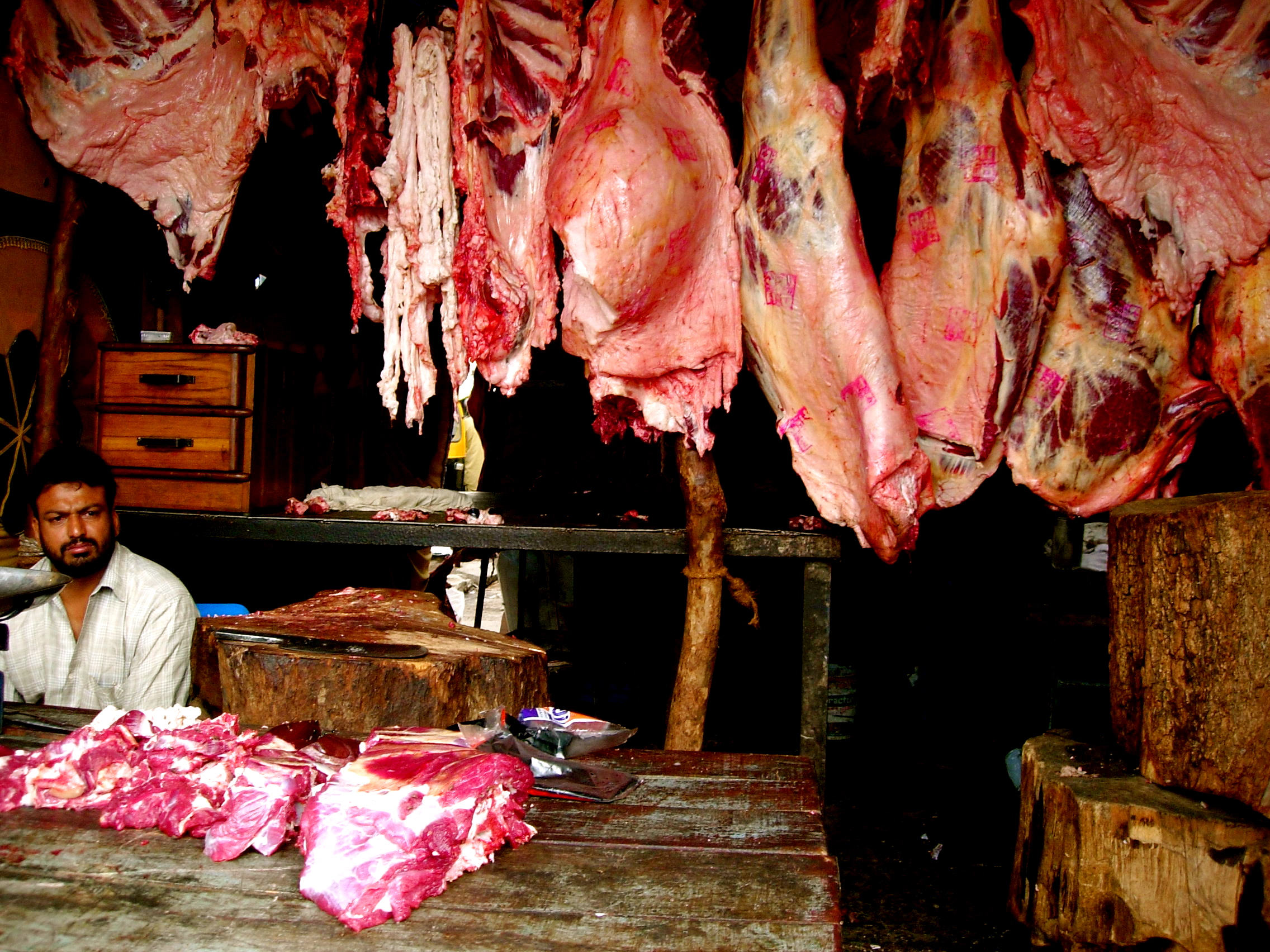
Egy indiai hentes tevehúst árul

A tevét az ember nagyjából 5000 évvel ezelőtt háziasította. A kétpúpút és a dromedárt is tenyésztik tejéért, húsáért, szőréért és teherszállításra – a dromedárt Észak-Afrikában és Nyugat-Ázsiában, a kétpúpút pedig Közép-Ázsia északi és keleti részein.
A kétpúpú teve testét kétrétegű bunda fedi: egy meleg pelyhes belső rétegből és egy durva és hosszú szálú külső szőrrétegből. Vedléskor mindkét szőrréteget nagy csomókban elhullajtják. Egy példány évente 3 kilogramm szőrmennyiséget vedlik le. A külső szőréből a kasmírhoz hasonló kiváló minőségű fonal készül. A pelyhes belső szőre 5 cm hosszúságú, és olyan finom, hogy nem filcesedik össze. Ezt a pehelyszőrt vékony fonalak készítésére használják.

### Tevék Magyarországon
Egyes feltételezések szerint a magyarság őshazájában már ismerte és tartotta a tevét, és a honfoglaláskor magával hozta a Kárpát-medencébe, bár ezt eddig csontleletek nem támasztják alá. Tudjuk, hogy amikor 1189-ben Barbarossa Frigyes a keresztes hadakkal átvonult Magyarországon, III. Bélától három tevét kapott ajándékba.
Érdekesség, hogy Csontváry Kosztka Tivadar egyik utolsó, a Magyarok bejövetele című képén Árpád vezér alakjában saját magát festette meg, amint teveháton vonul be a Kárpát-medencébe.
A török háborúk idején nagy számban jutottak el tevék magyar területre, amikor az anatóliai török hadsereg lépett az ország területére, akiknek odahaza Kis-Ázsiában ez volt az egyik fő málhás állat. A teve ennek ellenére nem terjedt el, mivel nem volt képes alkalmazkodni a zord európai telekhez.

## Kulturális hatása
A teve kulturális hatása igen jelentős a Közel-Kelet, Észak-Afrika és Közép-Ázsia állattartó népeire. A tevékhez erősen kapcsolódó kultúrák közé tartozik például a beduin-kultúra, ami tevék nélkül ki sem fejlődött volna, mert teljes gazdasági létük a tevéktől függ. A teve teje és húsa biztosítja az élelmet, szőréből ruhát és sátorponyvát készítenek. Kitartása és teherbíró-képessége révén távoli területekig jutottak el, akikkel ilyen módon kereskedni tudtak. Mozgékonysága és szabadsága nagyban meghatározta a beduin gondolkodás alapvonásait.
Ázsia és Afrika nagy területein a tevekaravánok ma is meghatározói a gazdaság működésének.
A települések közelében létesített karavánszerájok üzleti központként működtek, ahol az árucikkeken kívül a híreket és meséket is kicserélték egymással.
Közép-Ázsiában a hatalmas tevekaravánok biztosították a selyemút mentén fekvő városok számára a gazdagságot és a gazdasági növekedést, miközben árut szállítottak Európa és Ázsia között.
Manapság is megmaradt a teve gazdasági szerepe azokon a sivatagos helyeken, ahová semmilyen más közlekedési eszközzel nem lehet eljutni.
A 20. század végén újra felfedezték az ősidők óta űzött sportot, a teveversenyt, mely meghatározott útvonalon zajlik, és a gyorsaság elérése a cél. Elsősorban az Arab-félszigeten művelik, dromedárok részvételével.

## A teve gasztronómiai szerepe
A tevének fogyasztják a tejét és húsát is. A tevetej kifejezetten egészséges, a nomád pásztorok rendszeresen fogyasztják. A tevetej fehérjegazdag, zsír- és laktózszegény, tele van C-vitaminnal és tartalmaz még nagy arányban káliumot és vasat is. A beduinok szerint gyógyhatású akkor, ha a teve gyógynövényeket fogyaszt. Maga a teve azonban jóval kevesebb tejet ad le, mint egy szarvasmarha, vagy egy kecske, esetleg egy birka.
A tevetejből leginkább joghurtot, vajat és sajtot is készítenek, de mivel ezen tejtermékek előállítása egészen másképp zajlik, mint a tehéntejből készült termékeké, s nehezebb is, ezért a tevetejtermékek gyártása nem túlzottan jelentős. Hollandiában, egy tevefarmon viszont állítanak elő tevetejből főzött jégkrémet, ami újabban nagy különlegességnek számít.
A teve húsa kedvelt csemege, de az állat hústermelő képessége alacsony, ezért van sokkal nagyobb szerepe igavonóként, vagy málhásállatként. Elsősorban a bordát és a karajt fogyasztják, ám a púpban található zsír is ínyencségnek számít. A zsír ezenkívül jó tartósítóanyag marha-, birka-, vagy tevehúshoz. A tevehús fehérje- és tápanyaggazdag. A legjobb minőségű a dromedárhús. Ízre leginkább a marhahúsra emlékeztet, viszont az idősebb tevék húsa rendkívül rágós és csak hosszas főzéssel lehet megpuhítani. Az Egyesült Arab Emirátusokban készítenek egy olyan hamburgert, amelynek alapanyaga tevehús, amit még kiegészítenek marha- és bárányhússal is. Szíriában és Egyiptomban számos hentesüzletben lehet jutni tevehúshoz.
Marokkótól Kazahsztánig rengeteg különféle tevehúsos csemege létezik a tevét tenyésztő népek gasztronómiájában. Az ausztrál gasztronómiában is jelen van, de kevésbé jellemző. Már az ókori görög feljegyzésekben említést tesznek egy a perzsáknál közkedvelt pörköltszerű ételről, amit tevehúsból készítettek.
A tejen és a húson kívül a teve vérét is fogyasztják, elsősorban Kenya északi részén. A tevevér magas vas és D-vitamin tartalommal bír.